# Charles Ruchot
Charles Ruchot (* 16. April 1871 in Paris; † nach 1932) war ein französischer Bildhauer.

## Leben und Werk
Charles Ruchot war von 1890 bis 1925 aktiv und produzierte klassische Werke, die von der Antike inspiriert waren. Dann wurde er vom Jugendstil und dann vom Art déco beeinflusst. Er produzierte zahlreiche Statuetten, die in Bronze oder in Régule veröffentlicht wurden. Er ist auch Autor vieler dekorativer Kunstobjekte: Lampen, Skulpturengruppen für Uhren, Werbeobjekte etc.
1933 hatte er seinen Wohnsitz in Romainville.

## Werke

### Bronze Statuetten
- Die Fischerin.
- Der Frieden.
- Hochfliegend.
- Der Sämann.
- Johanna von Orléans an der Flagge mit ihrem Schwert
- Johanna von Orléans mit der Flagge zu Pferd.
- Der Vogel Charmeuse.
- Der Schmied.
- Verteidigung der Flagge.
- Die Ernte.
- Wissenschaft.
- Der unterirdische Bergmann.
- Ruhm krönt das Werk
- Fröhliche Ernte
- Gruppe mit einem Bauern.
- Möwen über den Wellen auf Marmortablett.

### Keramikfigurinem
- Junge weiße Frau mit einem polychromen Blumenstrauß mit einem Seladongrün-Puffrock, Polychrom emaillierte Keramik

### Designobjekte
- Jugendstil-Lampe
- Bindekraut-Pendel im Jugendstil
- Salzstreuer Arôme Maggi mit einem Kobold, Régule.